# 1869年亞爾菲臘王子訪問香港

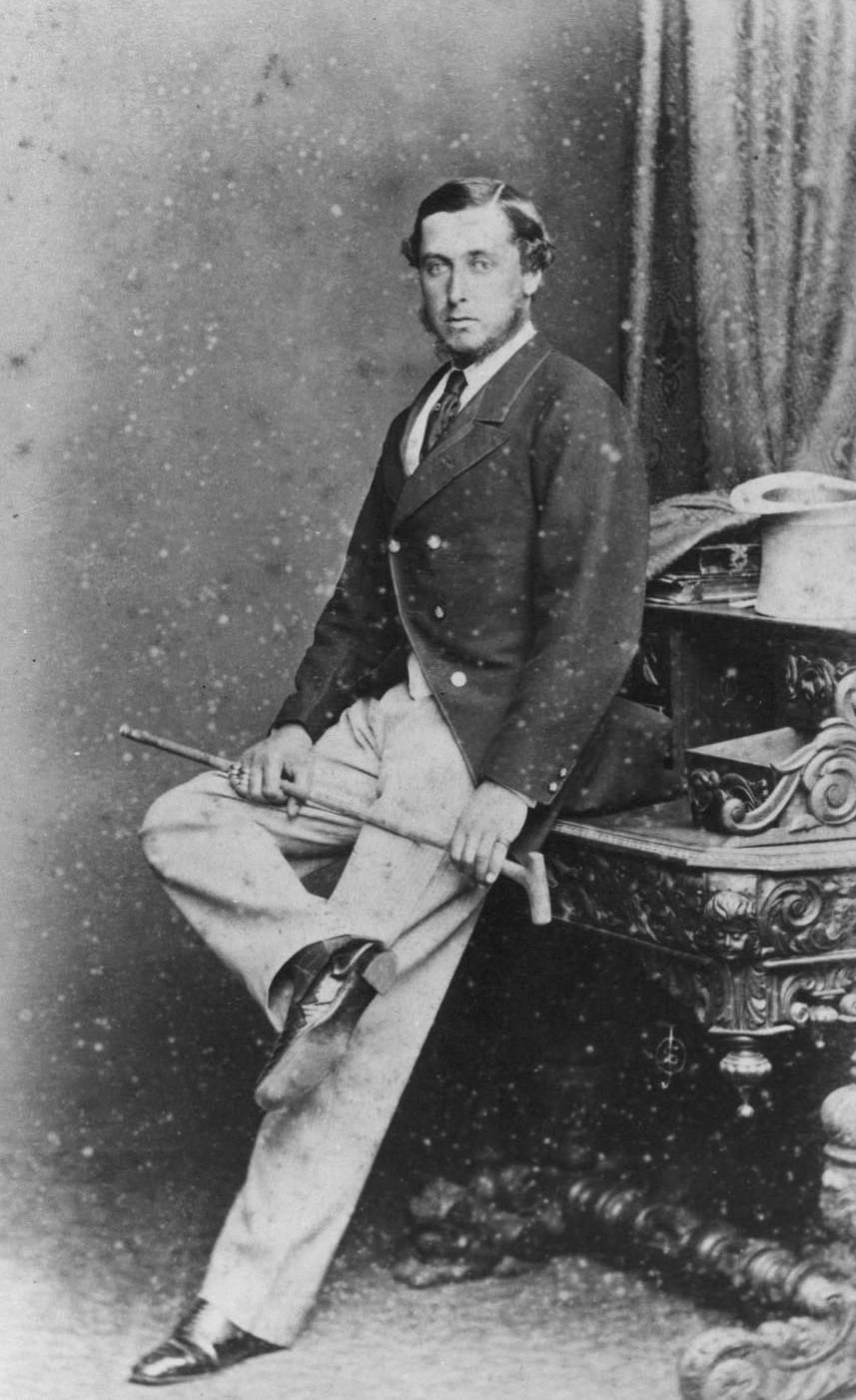
亞爾菲臘王子的年輕肖像

亞爾菲臘王子訪港指英國愛丁堡公爵亞爾菲臘王子於1869年訪問香港的事件。該次訪問是自香港島和九龍半島被割讓予英國後，歷史性首度有英國皇室成員官式訪問香港。
在亞爾菲臘王子和港督麥當奴爵士的邀請下，是次訪港過程由維多利亞城法政牧師威廉·R·比治（The Rev. William R. Beach M.A.） 集合孖剌西報、德臣西報報導和其他來源編寫成書，1869年12月於倫敦和香港出版。著名攝影師約翰·湯臣在訪問期間拍攝了很多維多利亞城城內的照片，成為香港早期歷史的重要史料。

## 背景

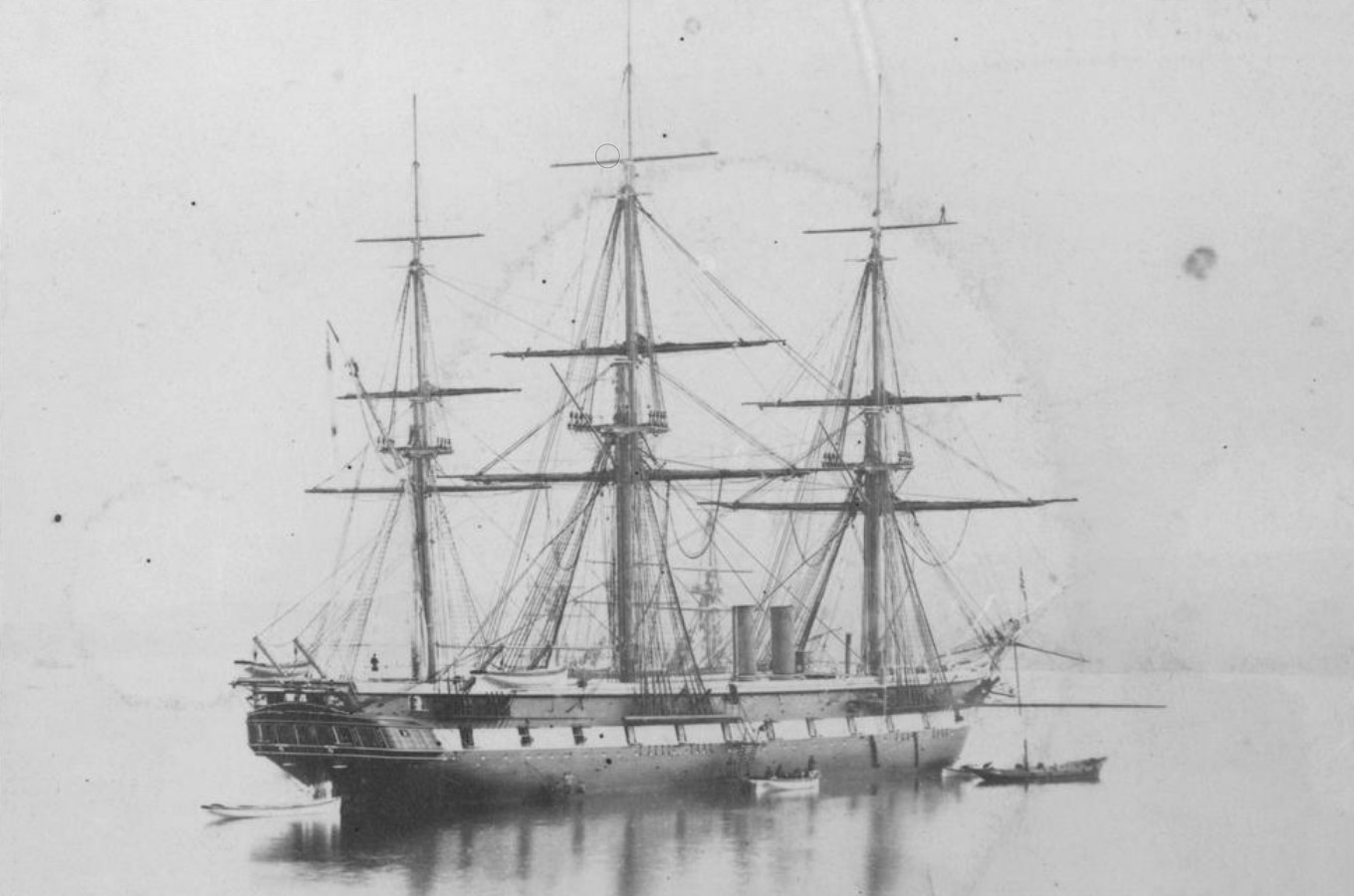
加拉提亞號

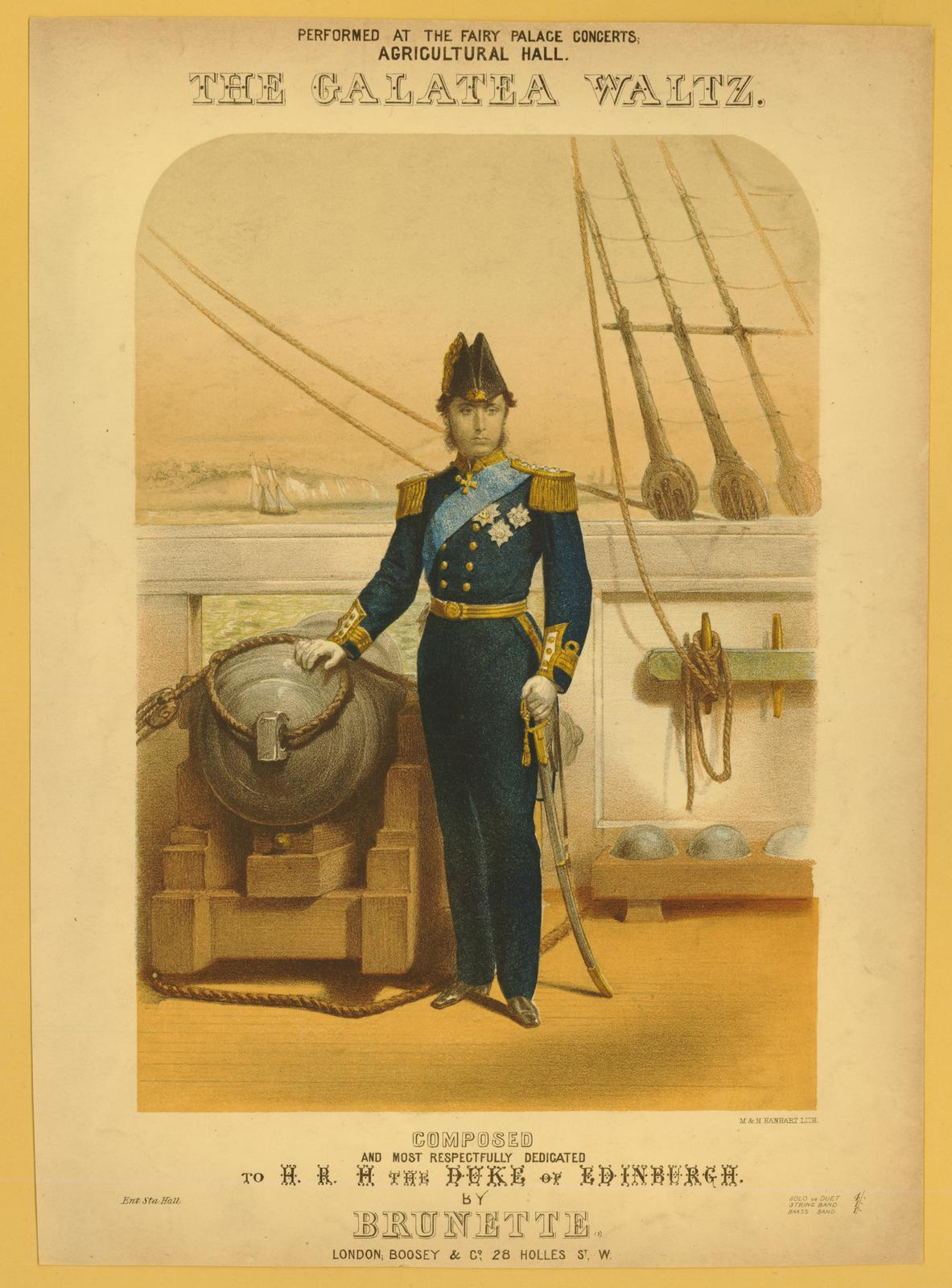
加拉提亞號上的亞爾菲臘王子

亞爾菲臘王子是英國維多利亞女皇和亞厘畢親王的第四個孩子也是第二個兒子，1856年進入皇家海軍服役，1863年晉升為中尉，1866年晉升為艦長，隨即被任命指揮護衛艦加拉提亞號（HMS Galatea），熟知海事的他被世人暱稱為「水手王子」（Sailor Prince）。加拉提亞號曾於1865年牙買加莫蘭特灣暴動和海地的叛亂中服役。
1869年，時年25歲的亞爾菲臘王子再次乘坐加拉提亞號展開遠洋航行，他於當年較早時間到訪澳洲（1月）、紐西蘭（4月）、大溪地和夏威夷（8月），最後經日本（9月）抵港。參與是次遠東之行有530人，當中有46名軍官、65名仕官、305名水手、46名見習水手和68名海軍陸戰隊員。

## 接待準備

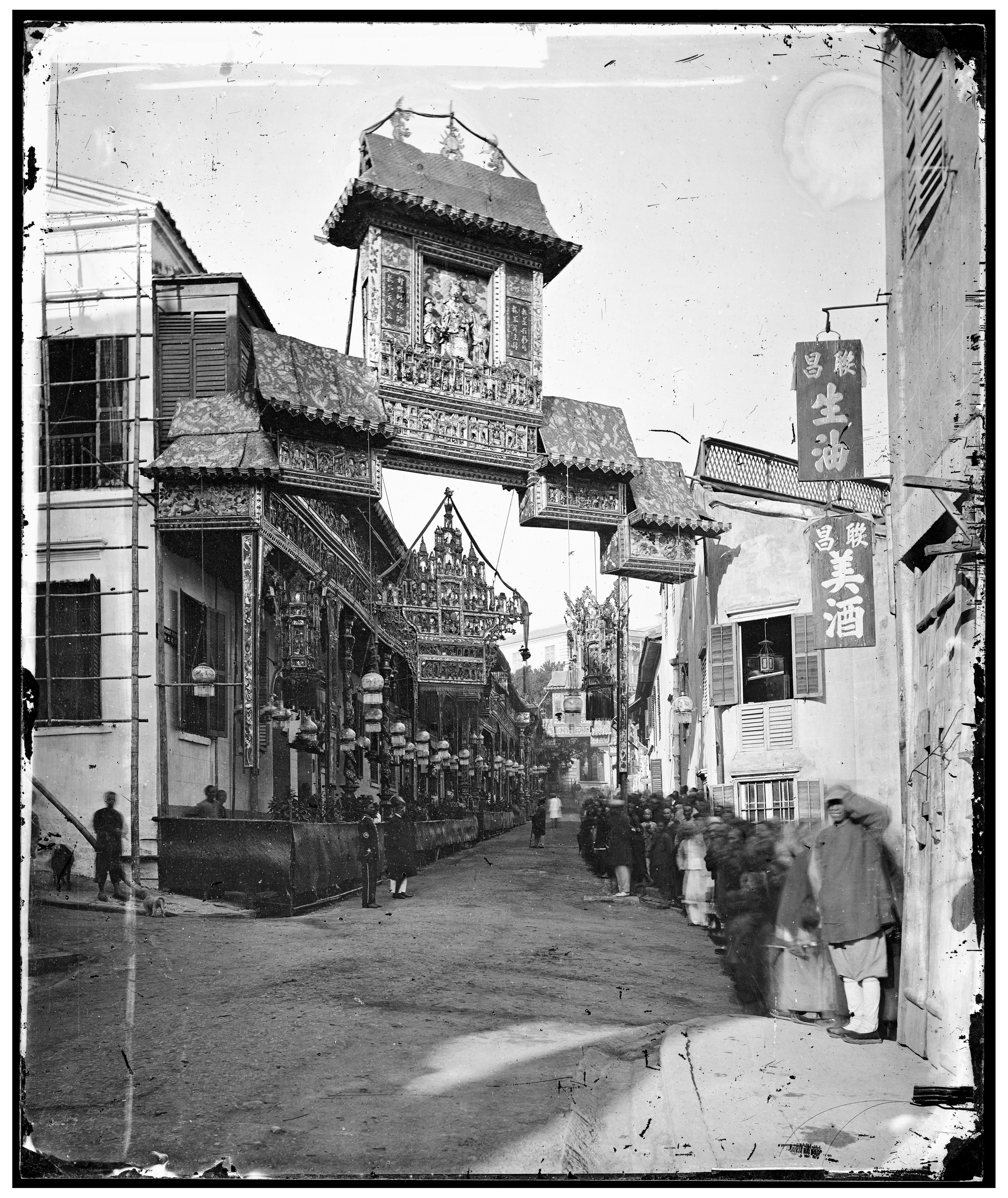
擺花街的中式牌樓

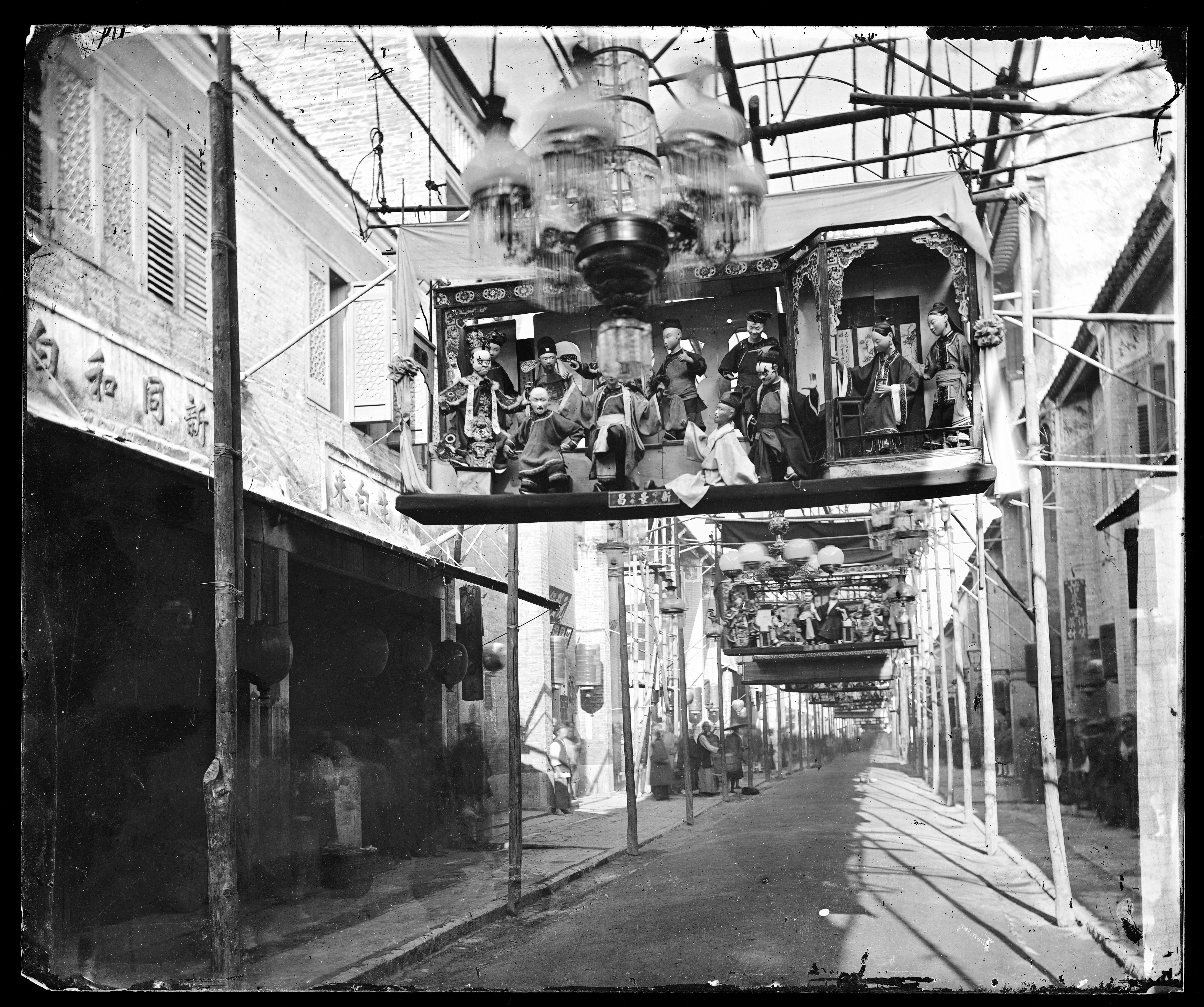
文咸街的小舞台裝飾

為了準備英國皇室成員首次訪問香港，香港警察額外聘請了約200名華籍更練維持市面秩序，據估計，在訪問期間有超過三萬遊人由廣東來港。香港各個社群都有為迎接亞爾菲臘王子訪港作準備。
維多利亞城內的街道和建築都為歡迎亞爾菲臘王子而佈置一番：
- 畢打碼頭前特意為王子搭建的凱旋門
- 鐵行輪船公司大樓掛出一個大型的「A」字
- 怡和洋行旗下的般隻掛滿燈飾
- 前香港造幣廠搭建了一座寶塔
- 港督府周圍有2000枚日式燈籠，每個都有英國國旗和愛丁堡公爵的徽號
- 約2000枚展示王子徽號和英國國旗的燈籠
- 聖保羅書院校舍（現時香港聖公會會督府）掛出一個紅色十字
- 北德意志邦聯領事館和旗昌洋行之間掛有一幅旋轉彩光板，彩光板上有一夥大星星和「歡迎」一字，兩側寫上透光的「豐足和公義」及「明智和貿易」
- 畢打街鐘樓掛上4000多枚七彩煤氣燈
- 郵政總局整座建築被煤氣燈照亮
- 香港會會所掛上三個巨型燈籠，燈籠製作師傅需要將他店舖的整個門面拆掉才能把燈籠搬出
- 德國會會所有一個神像，兩側分別有德國和英國的國徽
- 新沙宣洋行有一幅加拉提亞號的畫像，畫上寫有「歡迎我們的亞爾菲臘」和一枚印度之星
- 隆盛洋行（Messrs. Smith, Archer & Co.）掛出一個大型的「A」字外，四周都有小型中式燈飾，在露台兩側有透光的美國國徽和英國皇室徵號
- 麼地洋行掛上維多利亞女皇的肖像和「天佑印度皇帝」的口號
- 些喱洋行（Messrs. Sayle & Co.）從英國訂來一個仿鑽石和寶石的圓型裝飾，玻璃上繪上愛丁堡公爵的徽號
- 福興洋行（Messrs. Birley & Co.）掛出一個星型的煤氣燈，露台下的拱廊掛滿花草
- 瓊記洋行正中間有一張大型的千元綠底美鈔裝飾，兩側有代表和平與希望的神像

華人社群則在上環一帶的華人社區籌備以下佈置和活動：
- 擺花街建有一個中式牌樓
- 在文武廟以西的荷李活道掛滿燈飾，兩邊的柱上掛有不同神像和綵帶
- 文咸街林德記在鋪前掛上精緻的吊燈，沿路設有縮小化的舞台裝飾，裡面有不同布偶模仿演奏中樂
- 郭氏（Kwok Tseung）在他的屋前築起拱門和小舞台，供人歌唱
- 歌賦街和皇后大道西交界的圓角屋巷搭建了一個小戲棚，上面掛上「普天光榮」標語
- 從廣東請來一班一等粵劇演員，在太平山街同慶戲院於10月25至30日、11月3日至9日期間演出。

## 訪問過程

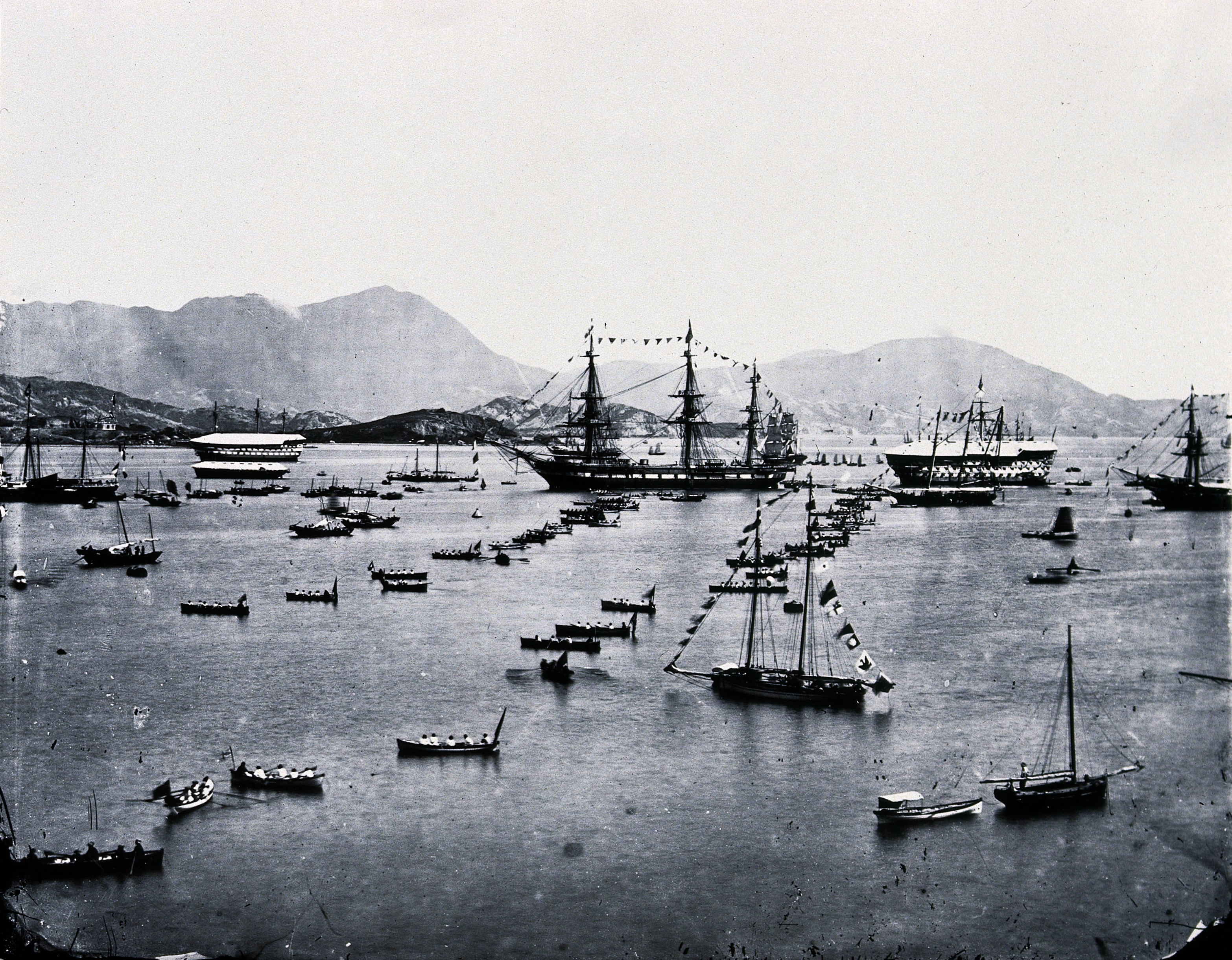
加拉提亞號停泊於維多利亞港內，遠景為九龍半島和飛鵝山。

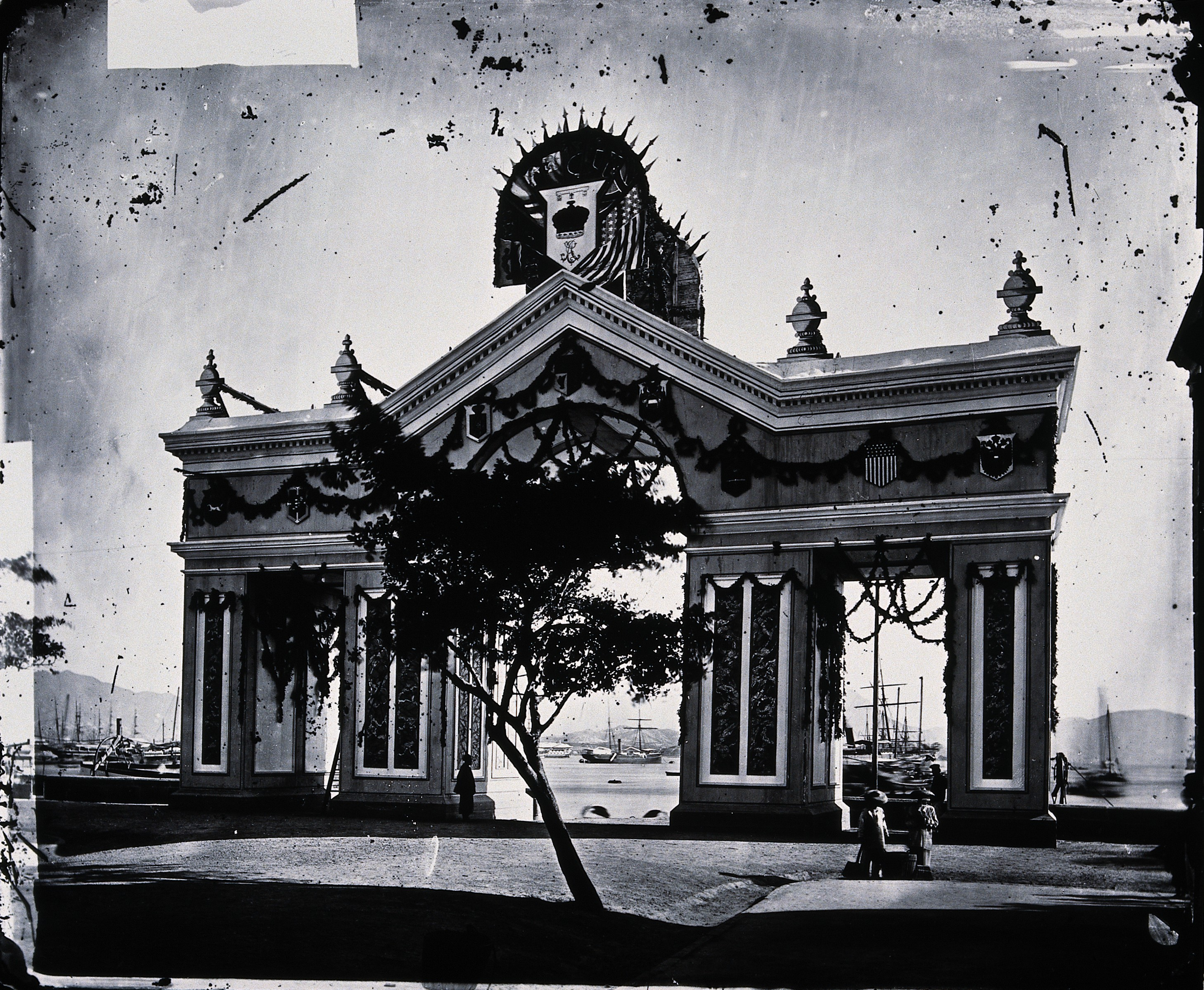
為王子搭建的凱旋門

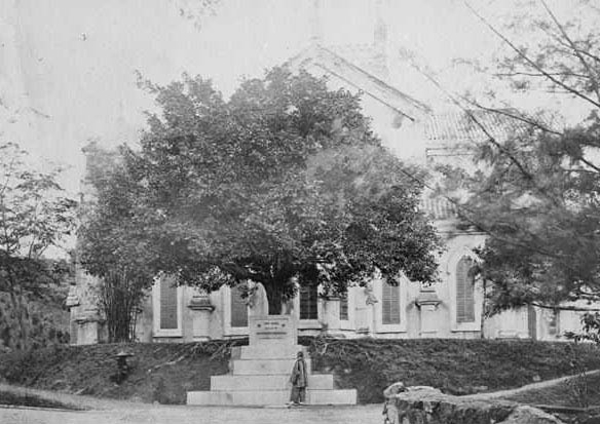
當年聖約翰座堂的奠基石

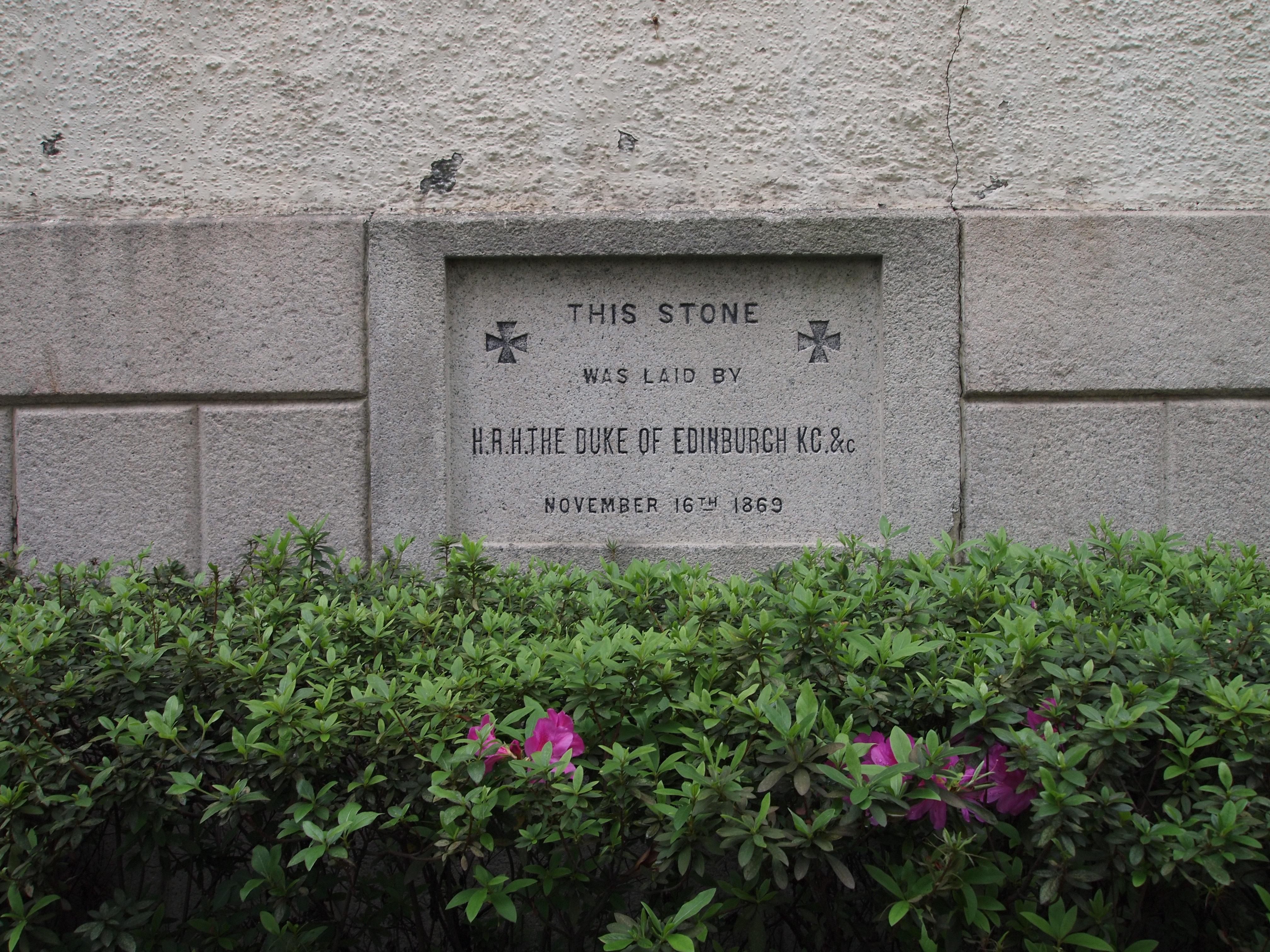
現今聖約翰座堂的奠基石，是現存唯一一件與是次訪問直接相關的物件

亞爾菲臘王子乘坐加拉提亞號於10月31日星期日早上穿過鯉魚門抵港，他在禮拜後下船，當天全日留在港督府，首先與港督伉儷、駐華海軍司令海軍上將亨利·卡普爵士（Sir Henry Keppel）等嘉賓會面。
11月1日，亞爾菲臘王子決定將官式歡迎儀式推遲到11月2日舉行。當晚8時正，華人社群在海傍舞龍和舞魚燈，群眾又聚集在大笪地燒炮仗和放煙花。王子在卡普爵士伉儷的陪同下到東角山上的怡和洋行大宅聚餐。聚餐完結後，王子乘船返回中環，但船隻泊錯了碼頭，一行人需要穿過大批圍觀的華人以尋找正等候他們的轎夫。
11月2日早上，亞爾菲臘王子和加拉提亞號船員先到碼頭送別返英的卡普爵士伉儷。上午11時正，王子的官方歡迎儀式在畢打碼頭舉行，在港務長亨利·佐治·科姆錫（Henry George Thomsett）的邀請下，維多利亞港上的船隻排成兩行，列隊歡迎王子，他在少將亨利·奇力爵士（Sir Henry Kellett）引領下上岸，由港督和一眾官員、外國使節迎接。一行人穿過特意為王子搭建的凱旋門，乘轎前往香港大會堂，街道上的士兵和警察列隊和嗚炮致意。大會堂委員會主席威廉·祁士域負責迎接，並由他介紹大會堂的設施，包括博物館、圖書館、聖安德烈禮堂和劇院,。隨後，正式的接見儀式開始，儀式有逾300人出席，主要嘉賓當中有澳門總督蘇沙（António Sérgio de Sousa）。香港各界代表在接見會中致辭，致辭者包括商人湯瑪士·派克（Thomas Pyke，代表300名香港居民）和碧荔（代表香港巴斯人社群）。政府總登記官兼撫華道史密斯特意安排了數名穿上中式長袍的華人代表讀出為王子所寫的一首中文詩辭。隨後，穿上學袍的教育司監督學院史釗域安排了一位華人官校校長念出另一首中文詩辭。接見儀式在祁士域致辭後結束，宣告香港大會堂正式開幕。王子與港督乘轎返回港督府，沿路有馬德拉斯步兵第29團的士兵列隊致意。晚上，港督府舉行官式國宴，只有香港的軍政商界重要人物獲邀出席。國宴後的歡迎會由港督夫人主持，會上有第75步兵團的樂隊和德國樂手表演，當晚港督府外有由華人社群發起的舞龍和舞魚燈巡遊。
11月3日上午，亞爾菲臘王子整天都在船塢處理加拉提亞號的整修工作。當日下午，王子與總督乘轎沿東海傍到快活谷馬場環繞一周觀光。晚上，王子出席香港大會堂開幕後首個公開表演。上演的劇目是由劇作家查理斯·丹斯（Charles Dance）編寫的《A Wonderful Woman》，另一齣為《Benjamin in Search of his Father》，均由德國協和會的業餘演員參演。
11月4日晚上，王子出席由香港大會堂主辦舞會。深夜12時半，王子一行人到聖安德烈禮堂享用晚餐，並在禮堂內互相祝酒。王子在晚餐後離開，加拉提亞號和第75步兵團的樂隊則繼續為舞會演奏樂器。
11月5日傍晚，王于在港督、奇力爵士和其他人陪同下到太平山街同慶戲院觀賞為他而設的粵劇表演，當日戲院有超過3000人入座。開首時，八名演員穿上英國宮庭服飾，在短劇中扮演國王、王子和公主，向他致敬。隨後，演員們演出正劇《六國大封相》，結尾時上演滑稽戲《阿蘭賣豬》。
11月6日星期六，王子乘坐金山號輪船赴粵進行私人訪問。金山號屬省港澳輪船公司旗下輪船，由美國瓊記洋行代理船務。11月9日星期二，當天是王子的長兄、皇儲愛德華的壽辰，維港上的戰船和兩傍的炮台均嗚禮炮致意。傍晚，王子經澳門返港，並在港督府晚餐。
11月10日，王子繼續處理加拉提亞號的維修工作。晚上，他和港督跟湯瑪士·米利斯上校（Thomas Milles）和他的第75步兵團的軍官進餐。
11月11日，王子在加拉提亞號上接見聖約翰座堂的神職人員。同日，加拉提亞號的軍官到香港木球會參加板球比賽。晚上，港督夫人再度在港督府設晚宴，加拉提亞號和第75步兵團的樂隊在會上彈奏有些屬王子所作或編的歌曲。
11月12日，身為英國領港公會會長的王子在加拉提亞號上接見港內的船東。由於王子需處理軍事法庭事宜，船東們先獲安排參觀船上的設施、裝飾和王子的收藏品。下午，王子率領加拉提亞號的軍官到東方保齡球館與香港會比賽保齡球。晚上，王子、港督和奇力爵士登上夏洛特公主號，出席由海軍準將奧利華·鍾斯安排的晚宴。
11月13日，加拉提亞號的軍官到劇院演奏樂器，由王子作指揮，港督伉儷和其他嘉賓到臨觀賞演出。11月14日星期日，王子出席在加拉提亞號上舉行的禮拜，港督伉儷亦受邀出席。下午，嘉賓們繼續在船上欣賞王子收藏的相片和隨行畫家為旅程所繪畫的畫作。
11月5日傍晚，港督邀請了幾位嘉賓與王子一同晚餐，晚餐後港督夫人舉辦王子在港的最後一場晚會，大批嘉賓到臨向王子道別。當晚王子一行人步行上山頂觀光，到港督山頂別墅俯瞰香港景色。
11月16日上午，王子在港督伉儷和史密斯伉儷陪同下出席聖約翰座堂的奠基儀式，出席的嘉賓還包括祁士域、柯士甸、普樂等人。由於法政牧師代表不在港的柯爾福主教主持儀式。儀式後，王子隨即會見駐華、駐港、駐海峽殖民地陸軍司令威菲路少將（早前因病休假）和署理律政司祖利安·潘斯福（Julian Pauncefote）。王子從香港的朋友手上收到了很多紀念禮物，而他亦捐出150鎊給香港作慈善用途、50鎊予在鳴禮炮時受傷的美國水手。下午三時，王子在港督伉儷的陪同下驅車離開禮賓府，經過街道兩邊列隊的士兵到達畢打碼頭，登上加拉提亞號，結束合共17天的訪港行程。加拉提亞號經鯉魚門離開維多利亞港，繼續王子的航行旅程，前往新加坡、印度和錫蘭。

## 圖輯

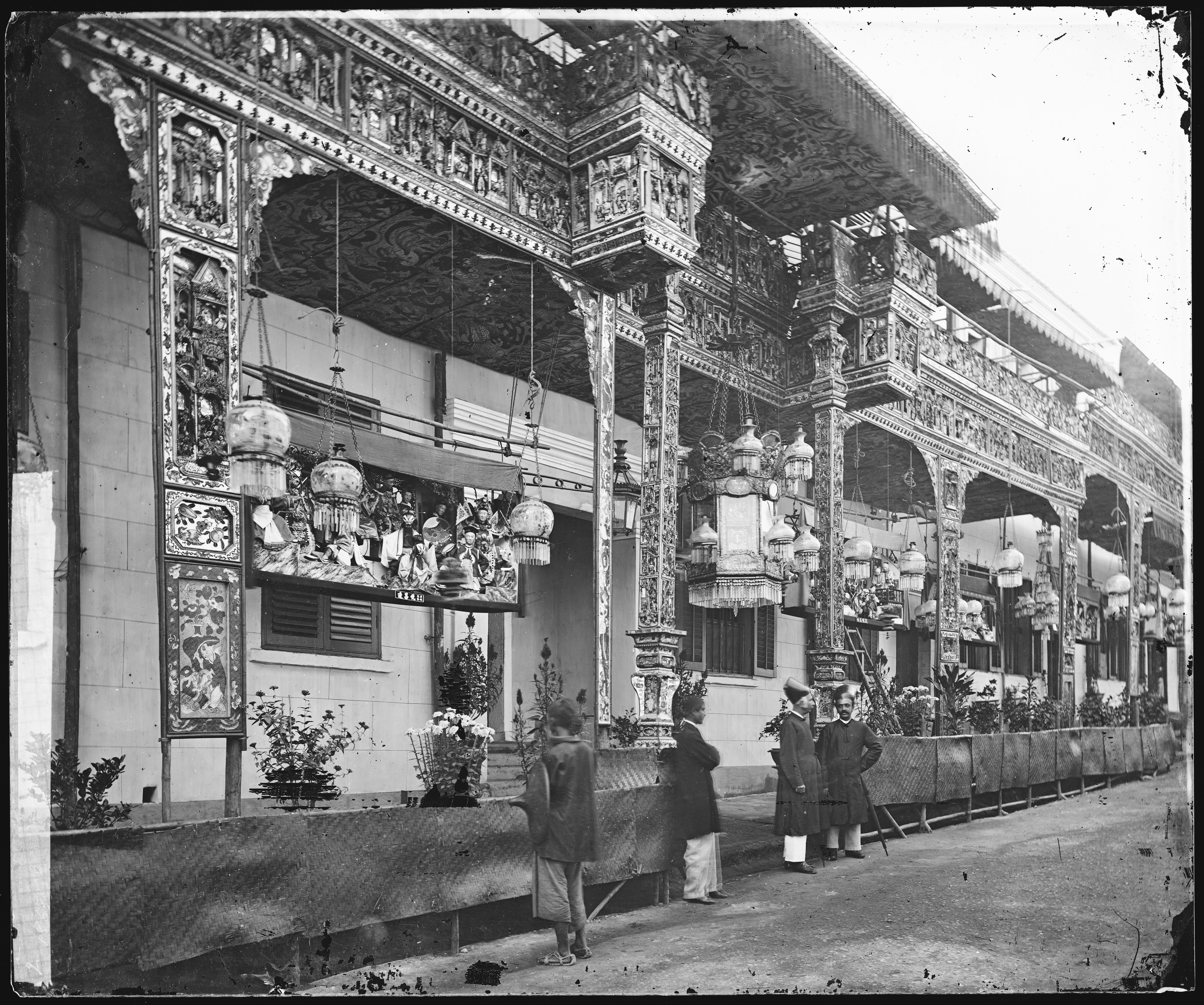
擺花街的中式裝飾
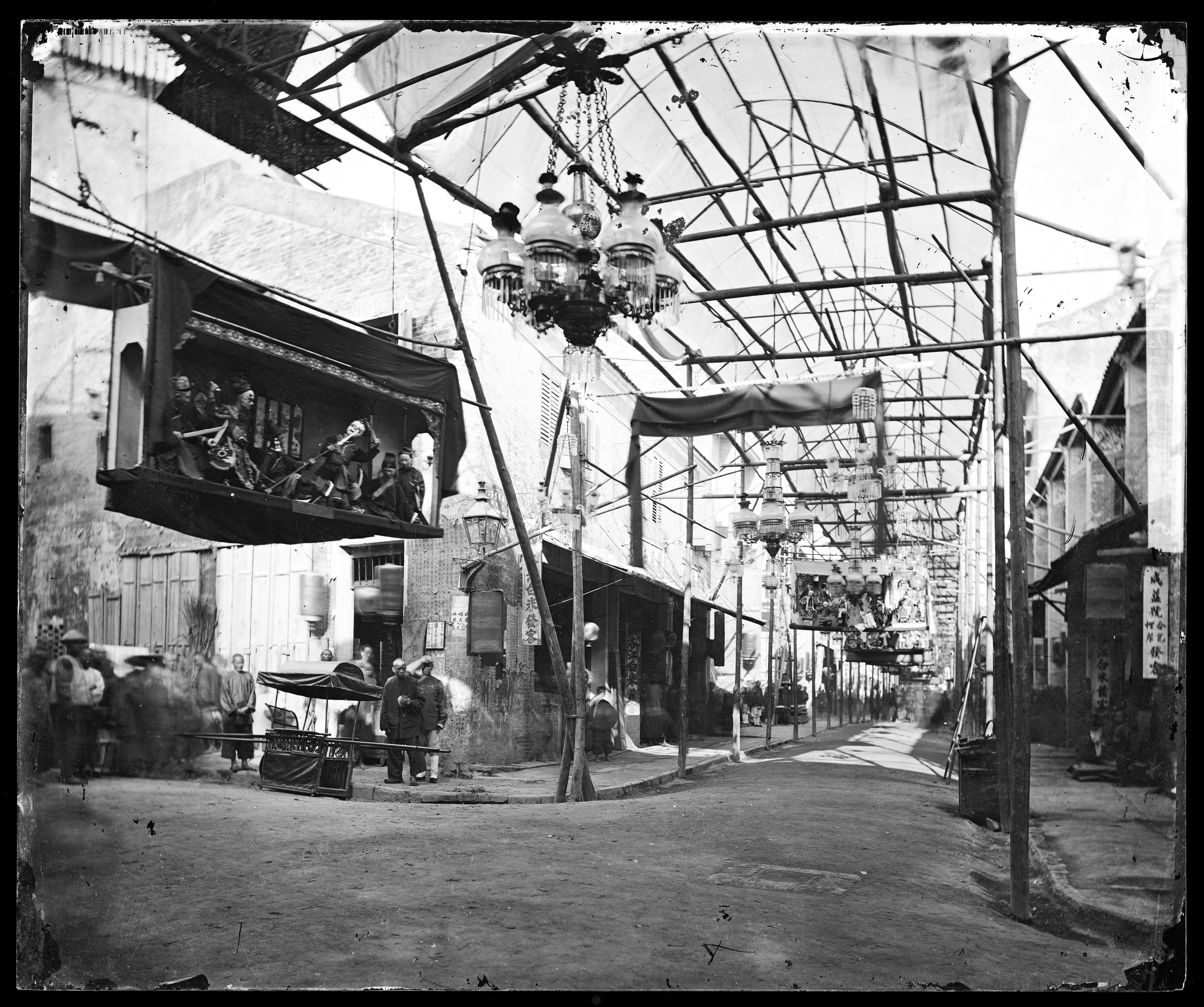
文咸街的小舞台裝飾
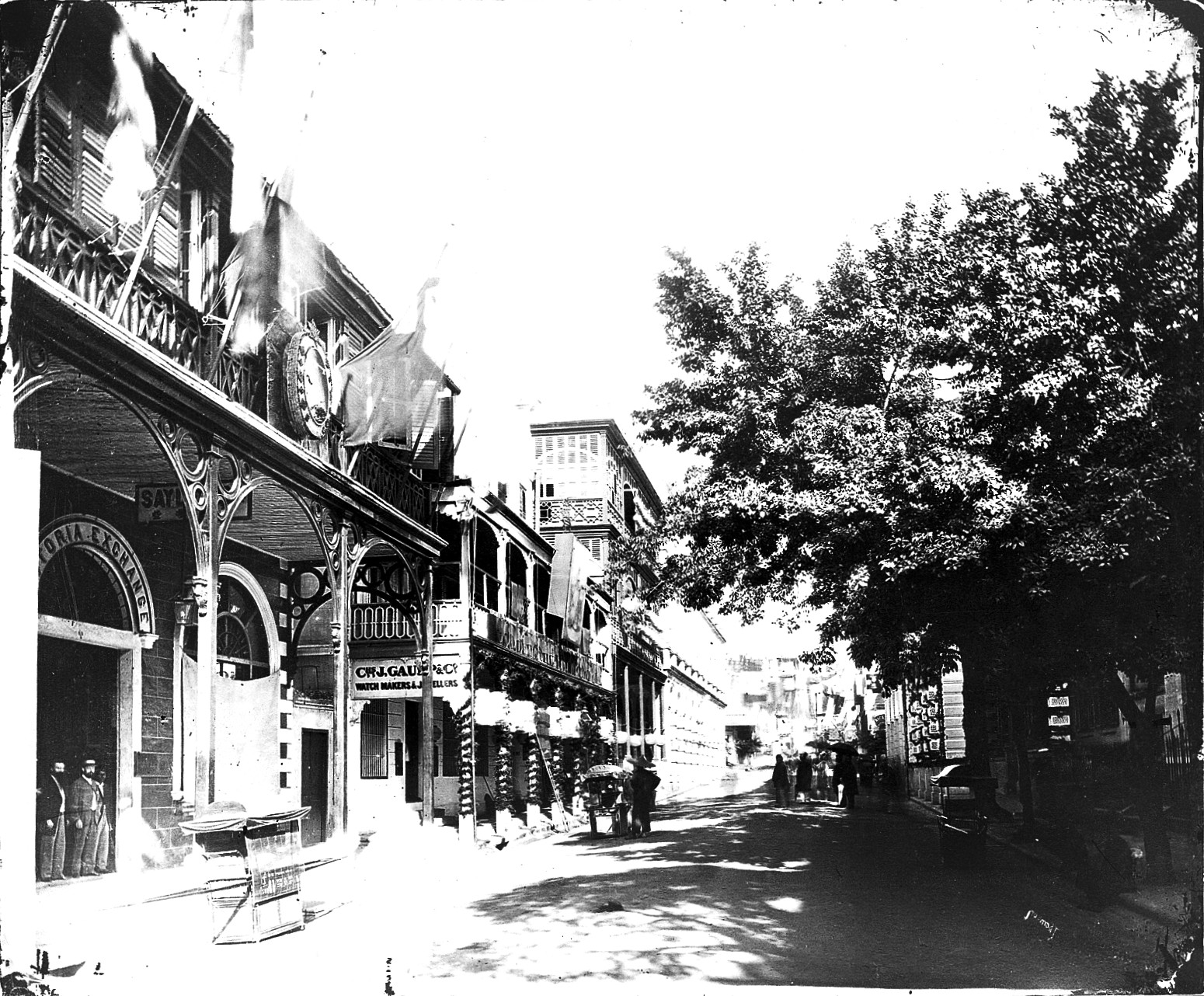
皇后大道中的裝飾
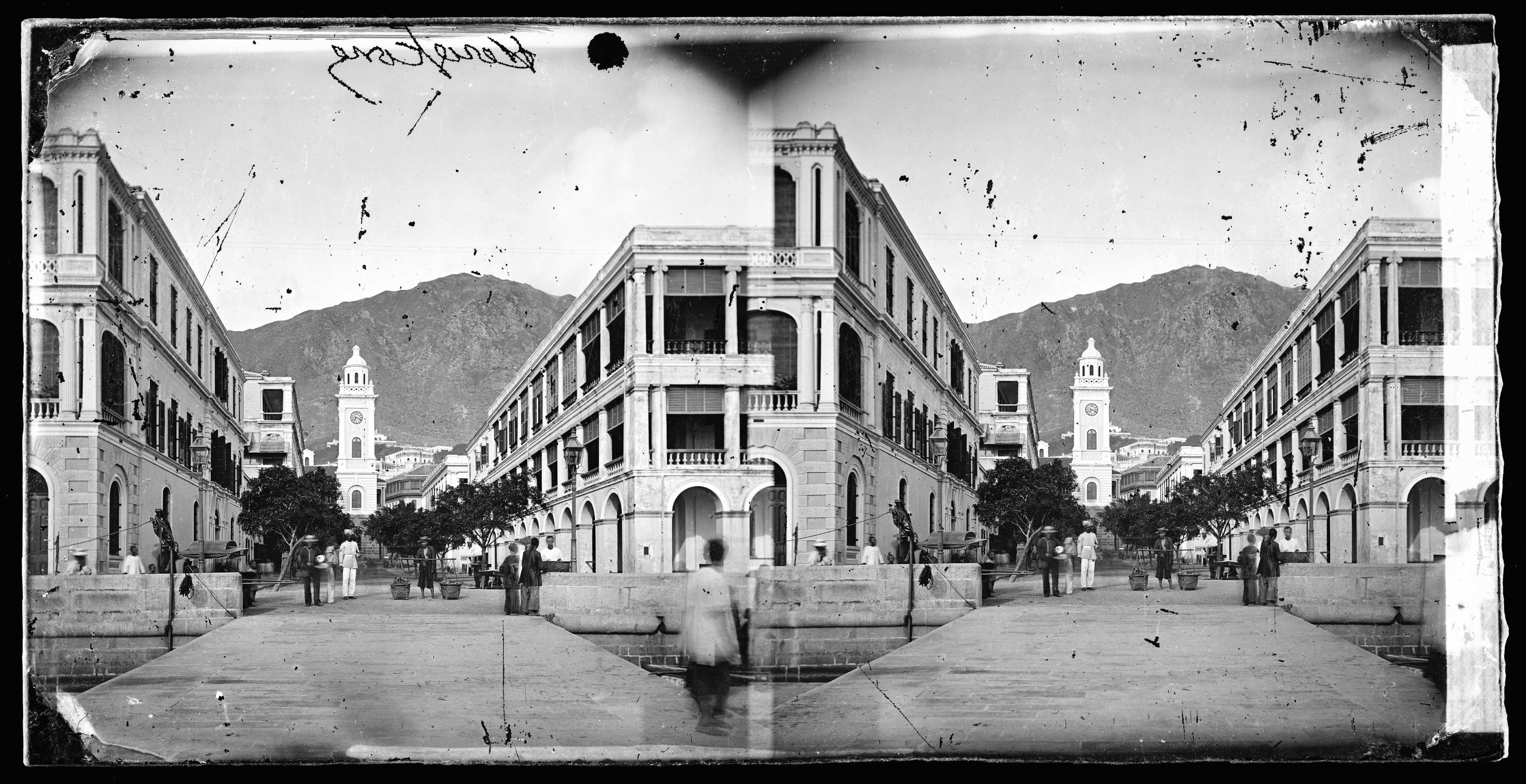
由畢打碼頭望向畢打街鐘樓
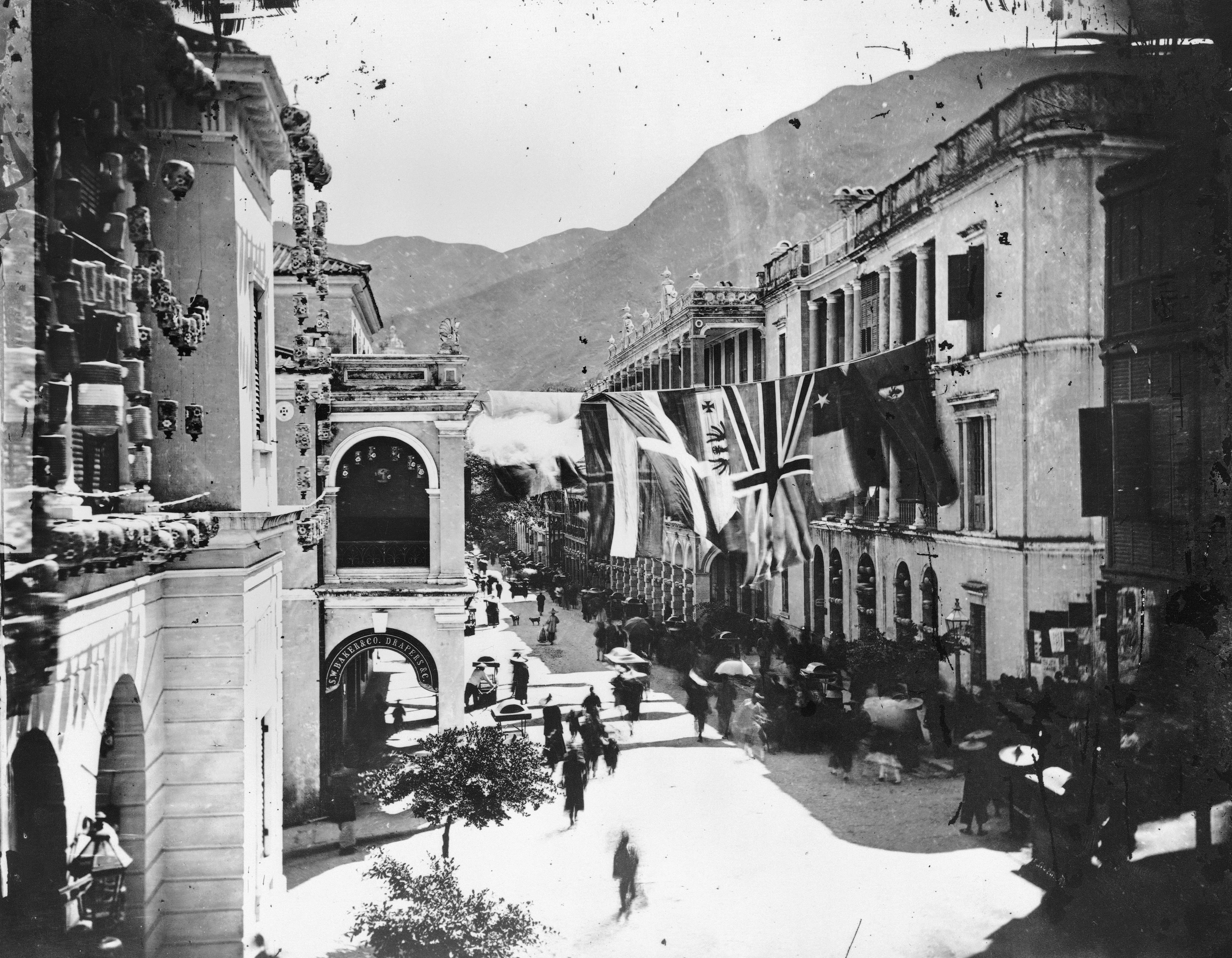
由畢打街鐘樓望向皇后大道中
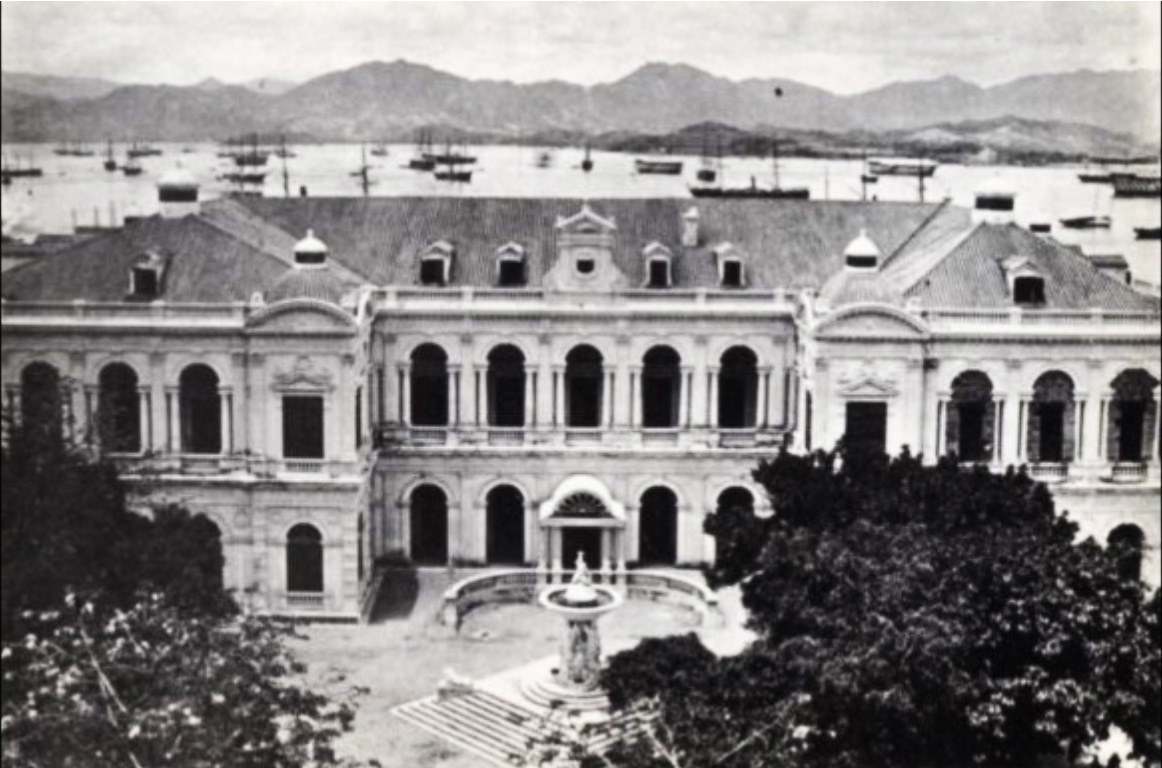
新落成的香港大會堂
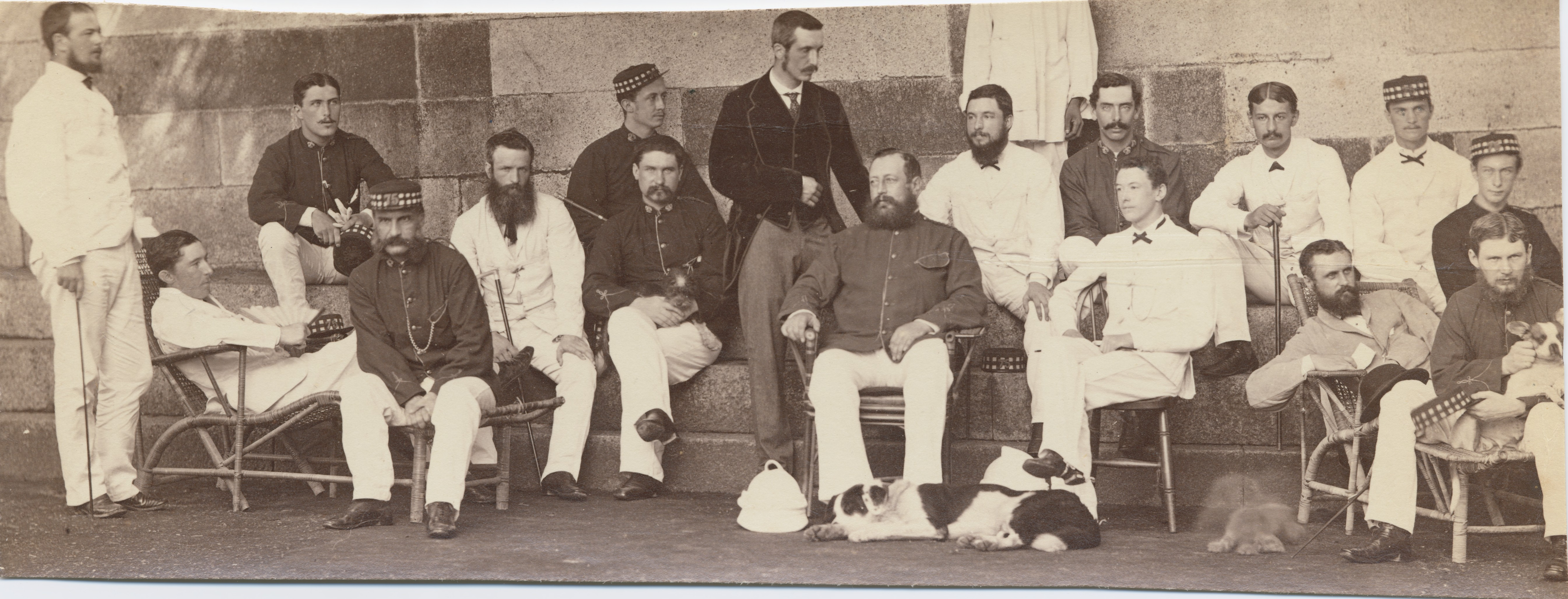
第75步兵團的軍官
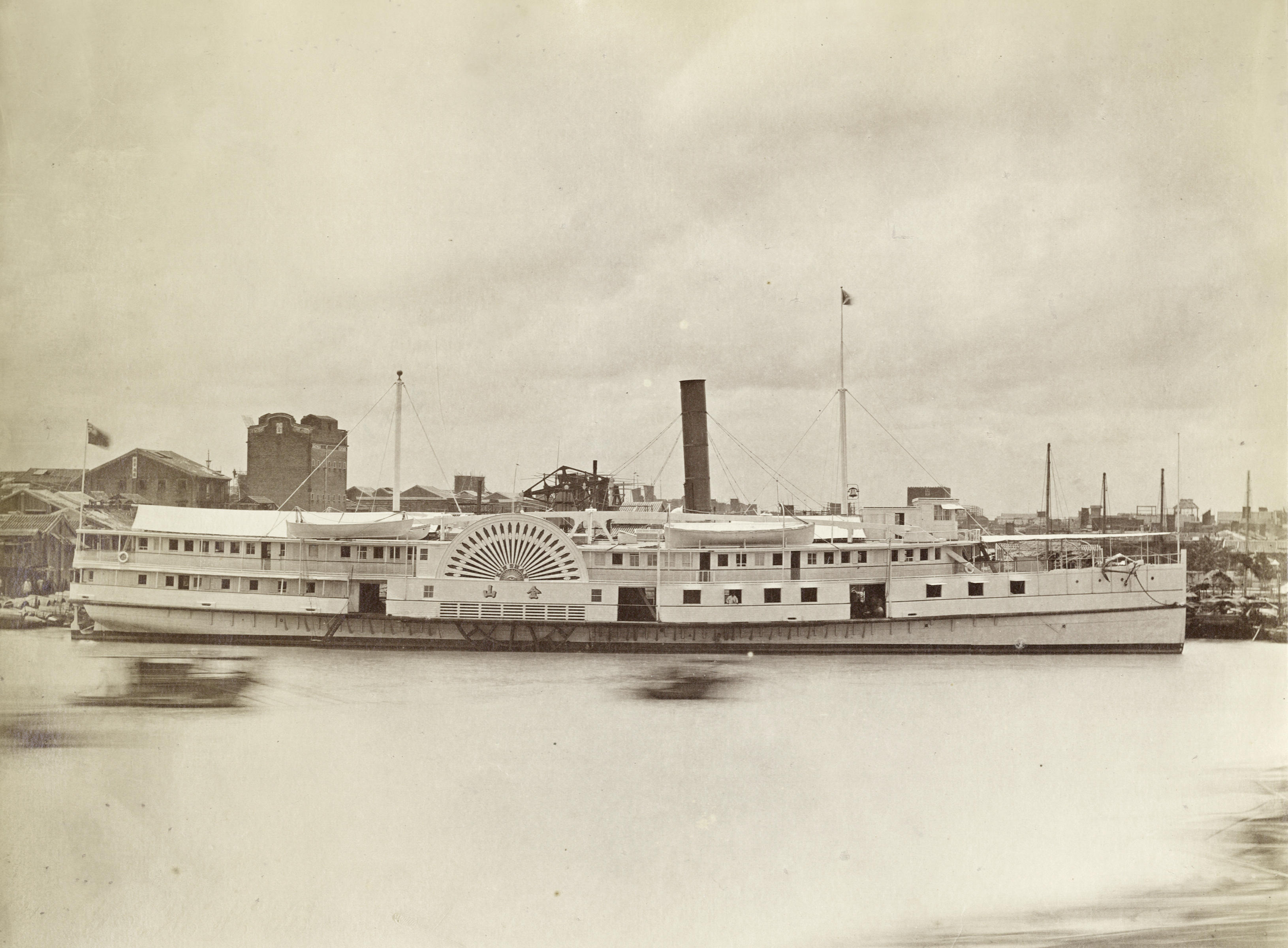
金山號輪船
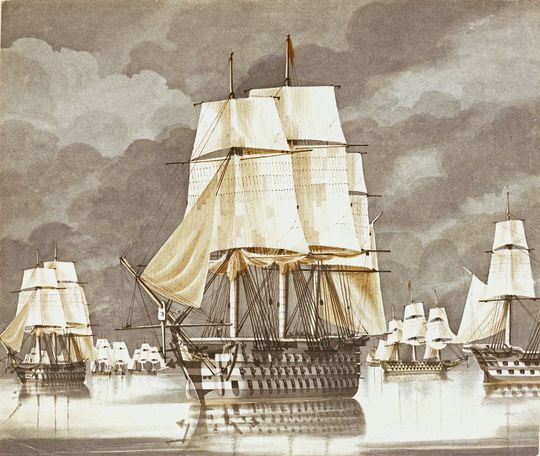
夏洛特公主號